# 小林健治
小林 健治（こばやし けんじ、1950年12月13日 - ）は、日本の編集者、部落解放運動家。にんげん出版代表。
部落解放同盟東京都連合会品川支部員だったが、横領を理由に2015年6月19日付で部落解放同盟中央本部から除名処分を受け、2016年1月当時、除名処分の無効を訴えていた。2021年12月現在、除名処分が撤回された形跡はない。

## 略歴
岡山市生まれ。岡山県立岡山南高等学校を経て法政大学文学部日本文学科卒業。解放出版社に勤務。1980年から、部落解放同盟中央本部 マスコミ・文化対策部、糾弾闘争本部の一員として、出版・新聞・テレビにおける差別表現事件にとりくむ。2004年まで解放出版社事務局長を務める。
2014年10月10日、解放出版社代表取締役の坂本三郎ならびに部落解放同盟中央本部中央執行委員長の組坂繁之から出版・人権差別問題懇談会の加盟各社に「㈱にんげん出版及び小林健治氏は、解放出版社及び部落解放同盟中央本部とは一切関係ありません」との回状を出され、坂本や組坂を批判した。

## 主張
- 人種差別主義がもたらした最大の悲劇がユダヤ人（600万人）、ロマ民族（50万人）、精神障害者・同性愛者（20万人）に対するホロコーストであるとし、「レイシズム、ヘイトスピーチは「話者の品格」の問題ではない。あえていえば、「話者の人格（註：原文は「人格」に傍点つき）」が問われている」とした[8]。また、ヘイトスピーチを「社会的差別の存在を前提に行われる、人種、民族、被差別部落、障害者、性的障害者（LGBT）、女性などに対する憎悪宣伝・扇動のこと」と定義し、「社会的差別を受けているマイノリティ集団に対するヘイトスピーチの法規制」を求めるとしている[9]。
- メディアのすべての事件報道において、精神科通院歴があることは報道されるべきではなく、ただ「刑事責任能力の有無を調べている」と報じるだけで充分だと主張。心神喪失および心神耗弱となりうる要因は精神病だけではなく、通院歴も多様な診療科があるにもかかわらず精神科通院歴だけが報じられるのは、精神障害者は何をするかわからないという差別意識に記者自身がとらわれているためであると指摘している[10]。

## 著書
- 小林健治 著、内海愛子、上村 英明 編『差別語・不快語』にんげん出版、2011年6月。ISBN 978-4931344310。
- 小林健治、宮崎学『橋下徹現象と部落差別』にんげん出版、2012年12月11日。ISBN 978-4931344358。
- 小林健治『部落解放同盟「糾弾」史――メディアと差別表現』筑摩書房、2015年6月10日。ISBN 978-4-480-06837-8。